# DNA Nys
DNA Nys is een Belgische sportdocumentairereeks die een blik achter de schermen geeft bij de bekende wielerfamilie Nys.

## Beschrijving
In de reeks draait het vooral om Thibau Nys, de zoon van de bekende ex-veldrijder Sven Nys en zijn carrière doorheen de jeugdreeksen tot aan de profs. Het programma bestaat uit vier seizoen. De eerste drie seizoenen waren te bekijken op Eén, en het vierde seizoen was enkel online te zien bij Sporza. Er verscheen daarna nog een compilatieaflevering waarin ook nog niet getoonde beelden zaten.